# الومینه
الومینه (به اسپانیایی: Aluminé) یک منطقهٔ مسکونی در آرژانتین است که در بخش الومینه واقع شده‌است.

## خصوصیات
الومینه ۳٬۷۲۰ نفر جمعیت دارد و ۹۸۵ متر بالاتر از سطح دریا واقع شده‌است.